# کیک پنیر

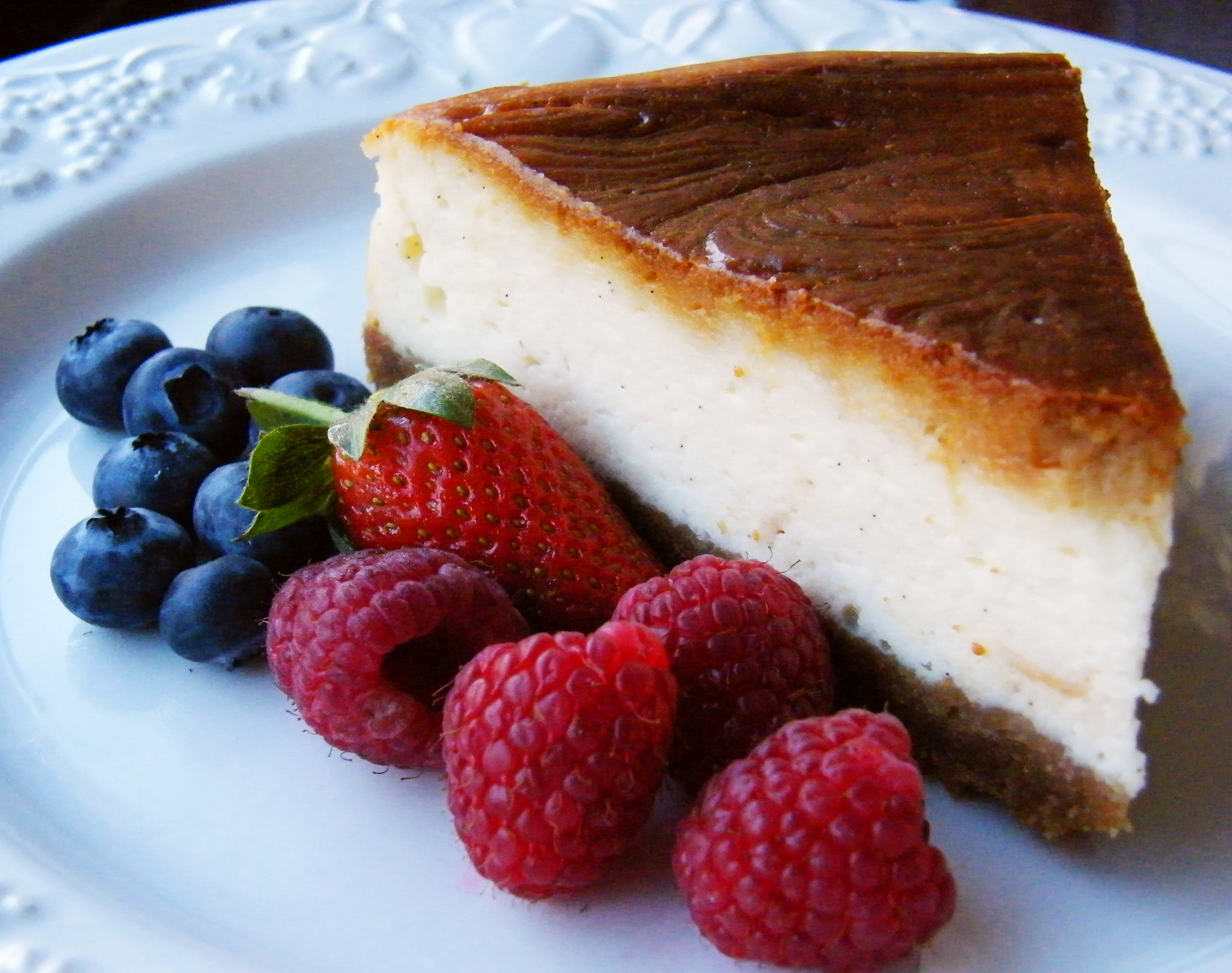
کیک پنیر پخته‌شده

کیک پنیر یا چیزکیک شیرینی مغذی و پرمایه‌ای است که از پنیر دَلَمه یا پنیر خامه‌ای و دیگر افزودنی‌ها تهیه می‌شود.
برای تهیه کیک پنیر غالباً از پنیر خامه‌ای و پنیر ماسکارپونه استفاده می‌شود. این نوع کیک‌ها دو نوع دارند که یا پخته‌شده هستند یا غیرپخته که پس از آماده‌سازی در یخچال گذاشته می‌شوند تا آماده و سفت گردند. کیک پنیر نیویورک اصیل‌ترین نوع کیک پنیر است که برای تهیه آن باید نکات زیادی رعایت شود.

## تاریخچه
چیزکیک نوعی دسر خوشمزه است که می تواند از یک یا چند لایه تشکیل شود. لایه اصلی ضخیم است و حاوی مخلوطی از پنیر نرم و تازه، تخم مرغ و شکر است. در حالی که لایه زیرین چیزکیک از بیسکویت های خرد شده تشکیل شده است.
اولین چیزکیک جهان در سال ۷۷۶ در جزیره دلوس یونان با کرم تازه پنیر درست شد و به عنوان شیرینی برای پذیرایی از ورزشکاران المپیک در اولین دوره برگزاری آن در طول تاریخ مورد استفاده قرار گرفت. در سال ۱۸۷۲ جیمز کرفت در تلاش برای درست کردن پنیر فرانسوی نوف شتل (neufchatel) به‌طور تصادفی پنیر تازه پاستوریزه را کشف کرد که بعدها فیلادلفیا نامگذاری شد و در سال ۱۸۸۰ استفاده از این پنیر به صورت گسترده آغاز شد و در دستور کیک‌های پنیر مدرن قرار گرفت.